# Sechnasach
Sechnassach mac Blathmaic (mort le 1er novembre 671) membre du Síl nÁedo Sláine qui est Ard ri Érenn  de 665 à 671.

## Origine
Sechnassach était l'un des quatre fils de Blathmac mac Áed Sláine et d'Eithne fille de Brénainn Dall.

## Règne
Sechnassach obtient le trône d’Ard ri Érenn en 665 après les disparitions quasi simultanées de son père et de son oncle qui assumaient conjointement la royauté de Tara victimes de l’épidémie de peste qui sévissait en Irlande depuis 664 ,.
Peu d'information sur son règne subsistent. Il semble avoir entretenu des relations étroites avec le Leinster car une de ses filles Bé Fáil († 741) épouse Cellach Cualann († 715) roi de Leinster alors que Sechnasach épouse lui-même Findelb ingen Chellaig la fille de ce même Cellach Cualann.
Les Chroniques d'Irlande notent en 667 une accalmie temporaire de la peste  et sa reprise l’année suivante  ainsi qu’une famine liée à d’importantes chutes de neige ,.
Après toutes ces calamités, Sechnassach est tué par Dub Duin roi du Cenél Coirpri, une dynastie mineure des Ui Neill du sud, en novembre 671 ,.

## Union et postérité
Sechnassach contracte au moins deux unions, la première avec une épouse inconnue qui lui donne trois filles :
- Bé Fáil († 741) épouse de Cellach Cualann de Leinster ;
- Murgal ;
- Mumain.

Il épouse ensuite la fille de son gendre Findelb. Il ne laisse aucun fils et il a comme successeur son frère Cenn Fáelad mac Blathmaic.

## Sources
- (en) Edel Bhreathnach, Editor Four Courts Press for The Discovery Programme Dublin (2005)  (ISBN 1851829547) The kingship and landscape of Tara. « Le Síl nÁedo Sláine », Table 6 p. 346 & 347.
- (en) Philip Irwin   « Sechnasach mac Blathmaic (d. 671) », Oxford Dictionary of National Biography, Oxford University Press, 2004
- (en) Gearóid Mac Niocaill, Ireland before Vikings, Dublin, Gill & Macmillan, 1972, 172 p., p. 107,110